# Aghireșu, Cluj
Aghireșu (în maghiară Egeres, în germană Erldorf) este satul de reședință al comunei cu același nume din județul Cluj, Transilvania, România.

## Obiective turistice
- Castelul Bocskai (1572, azi ruinat).
- Biserica românească de lemn cu hramul „Sfinții Arhangheli Mihail și Gavriil” (1780)

## Personalități
- Ștefan Tyukodi (n. 1933), demnitar comunist

## Legături externe
Materiale media legate de Aghireșu la Wikimedia Commons

## Imagini

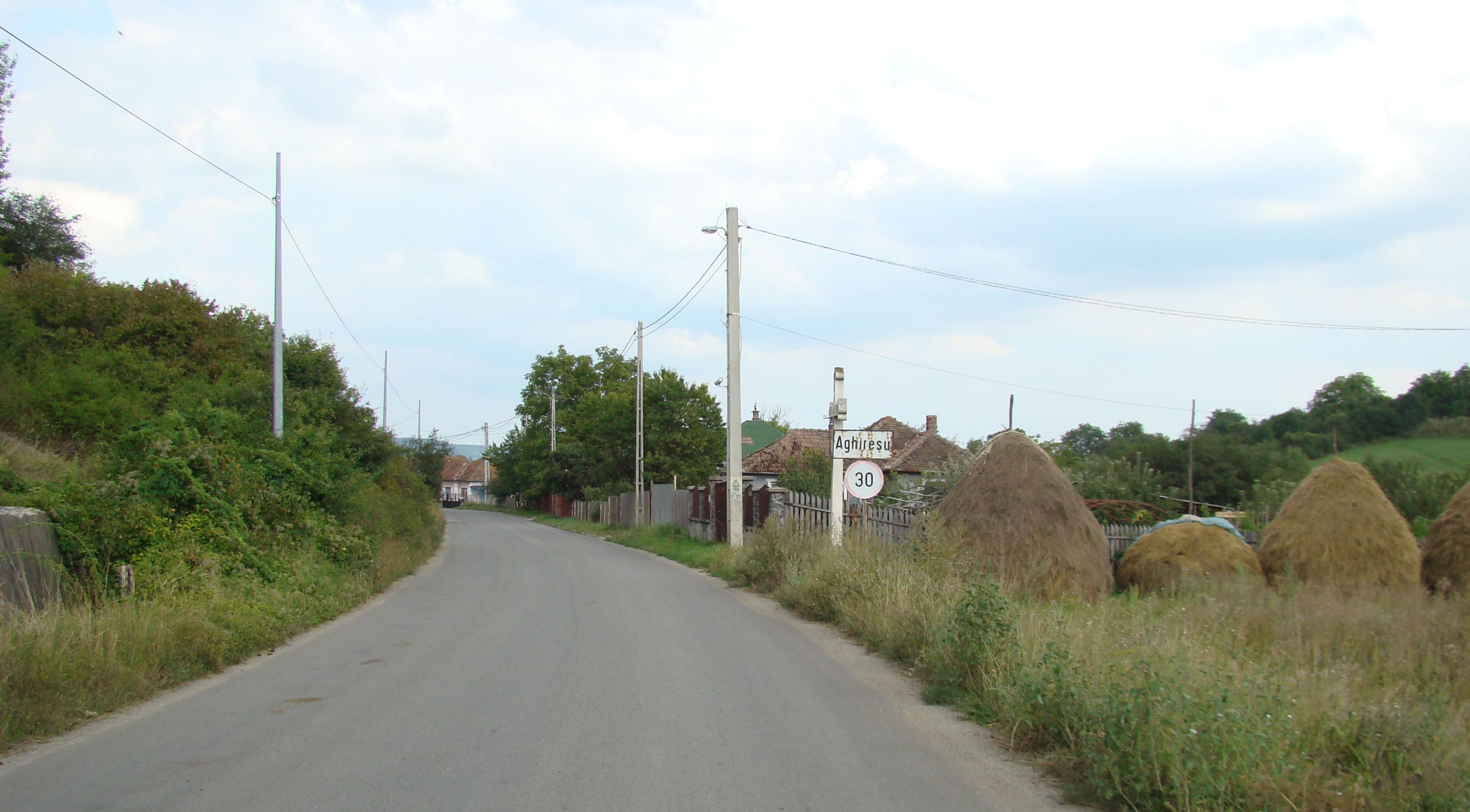
Intrarea în localitate
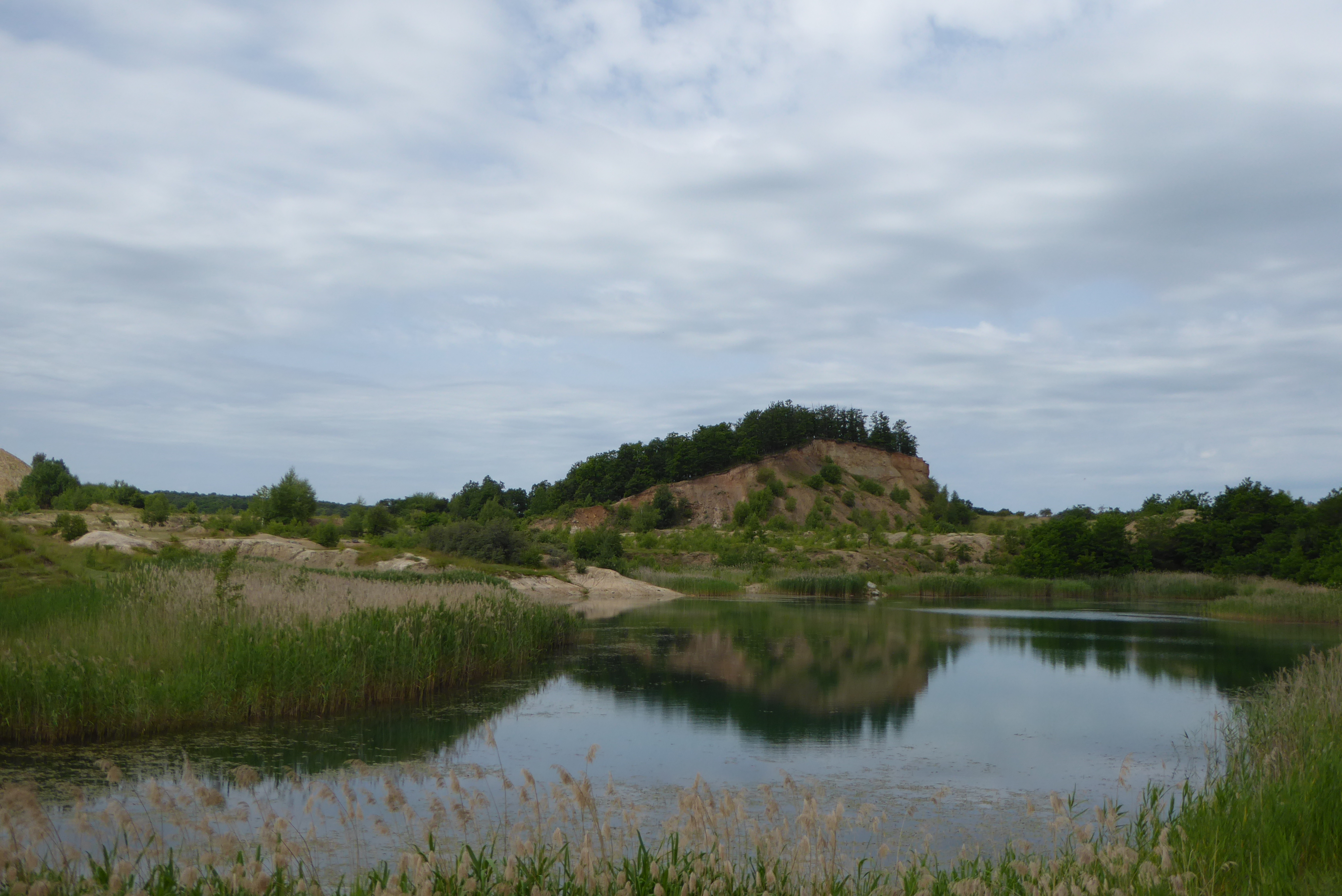
Laguna albastră
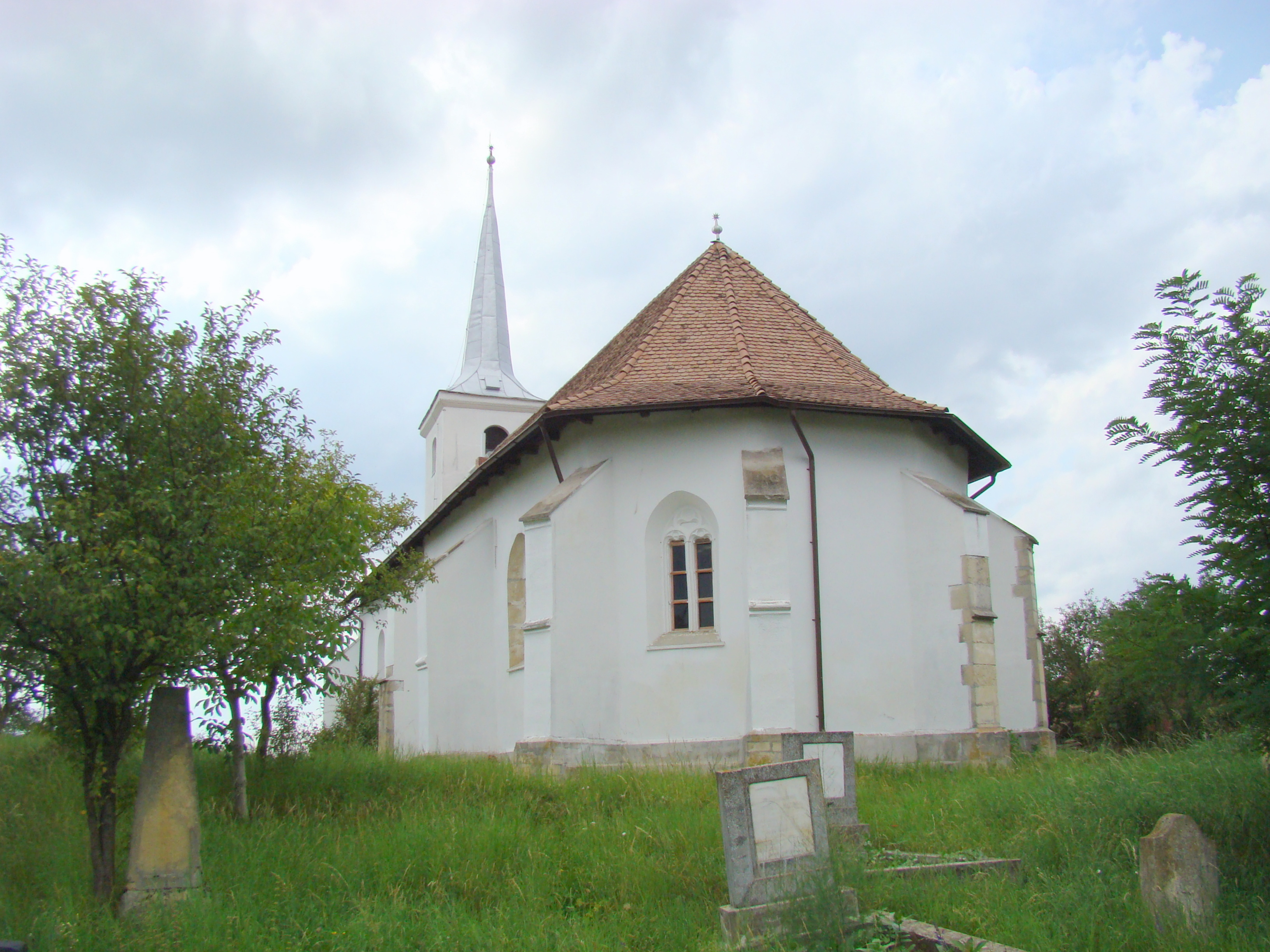
Biserica reformată (monument istoric)
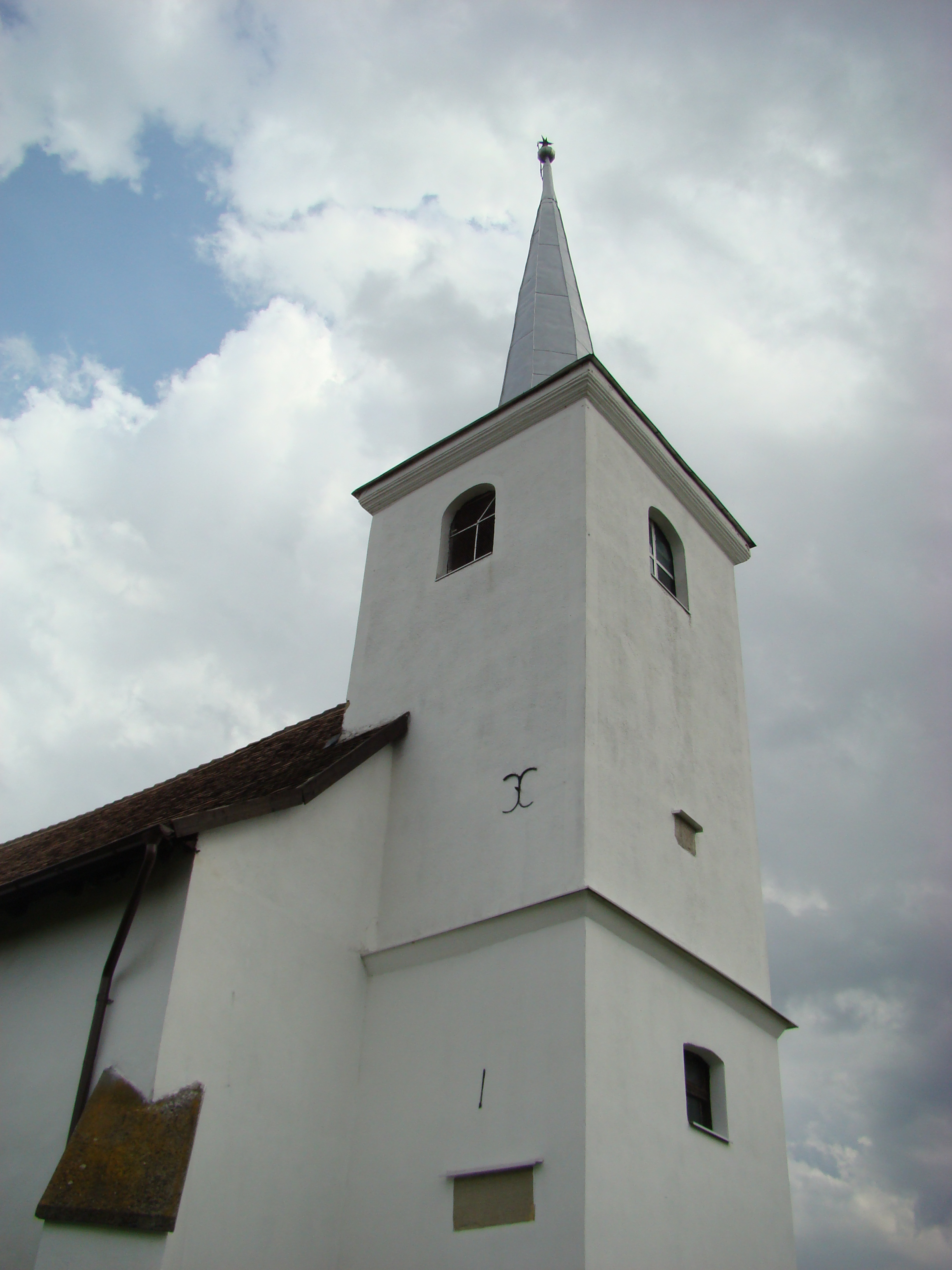
Turnul bisericii
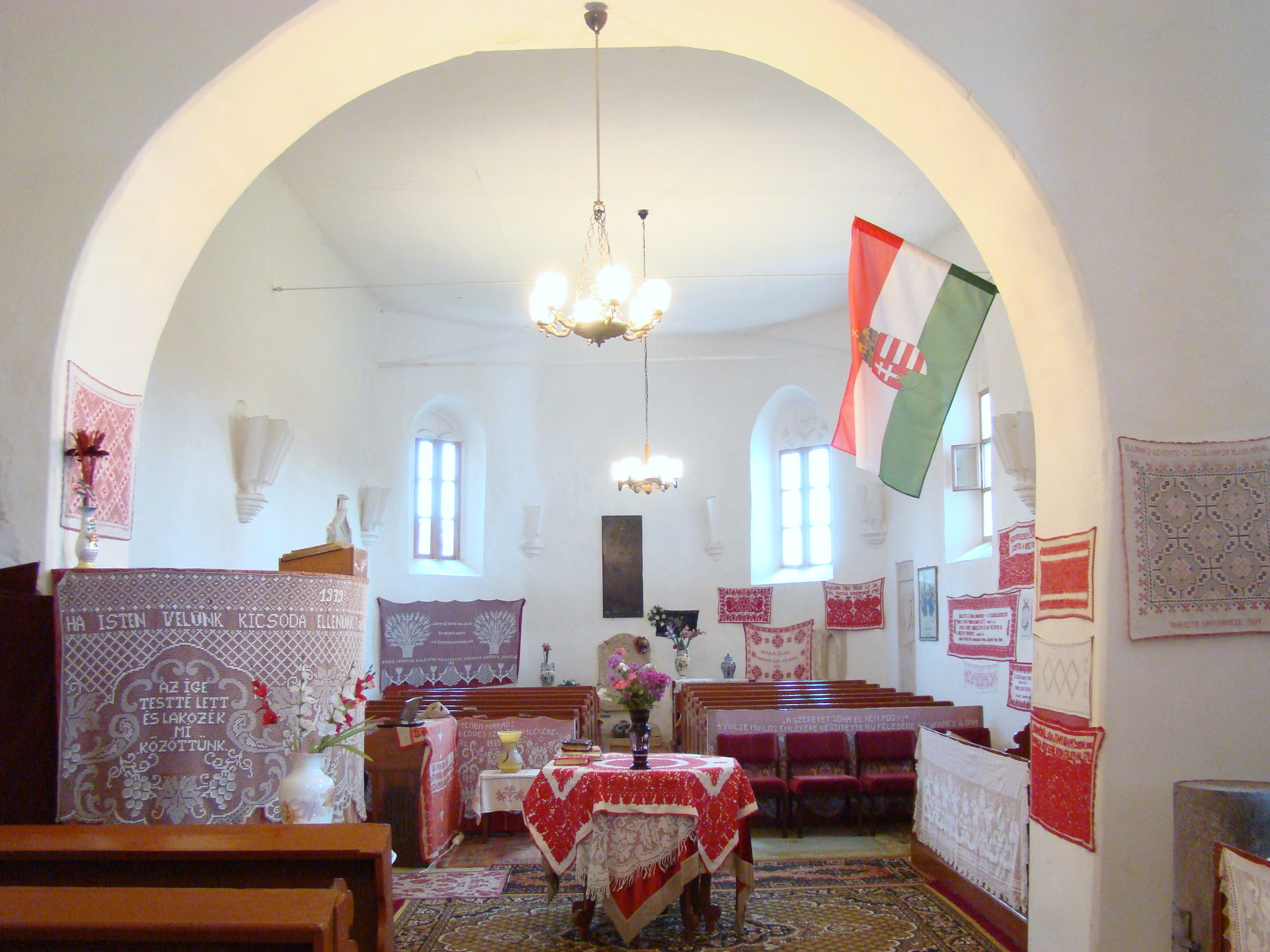
Biserica reformată (monument istoric)
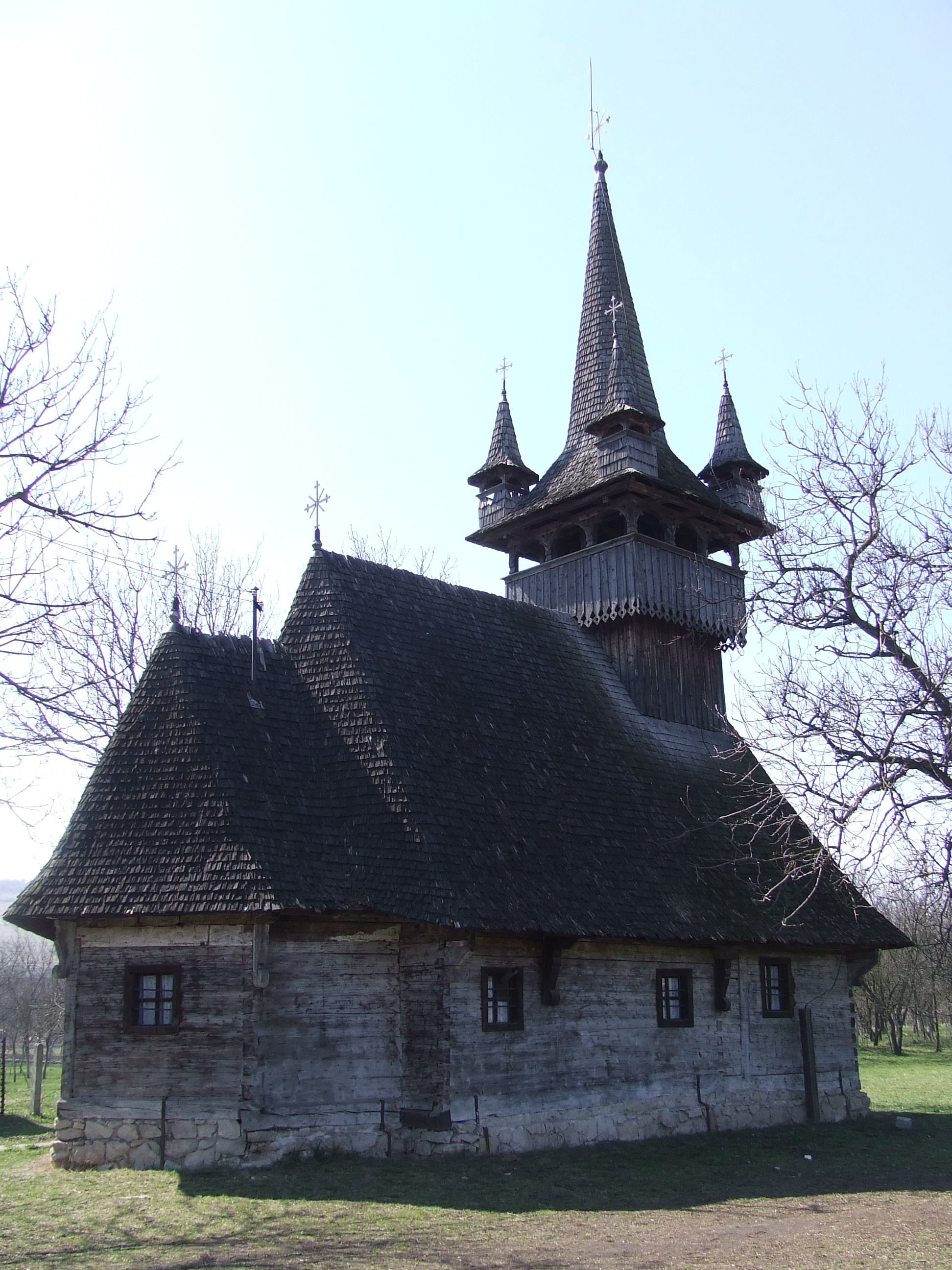
Biserica de lemn (monument istoric)
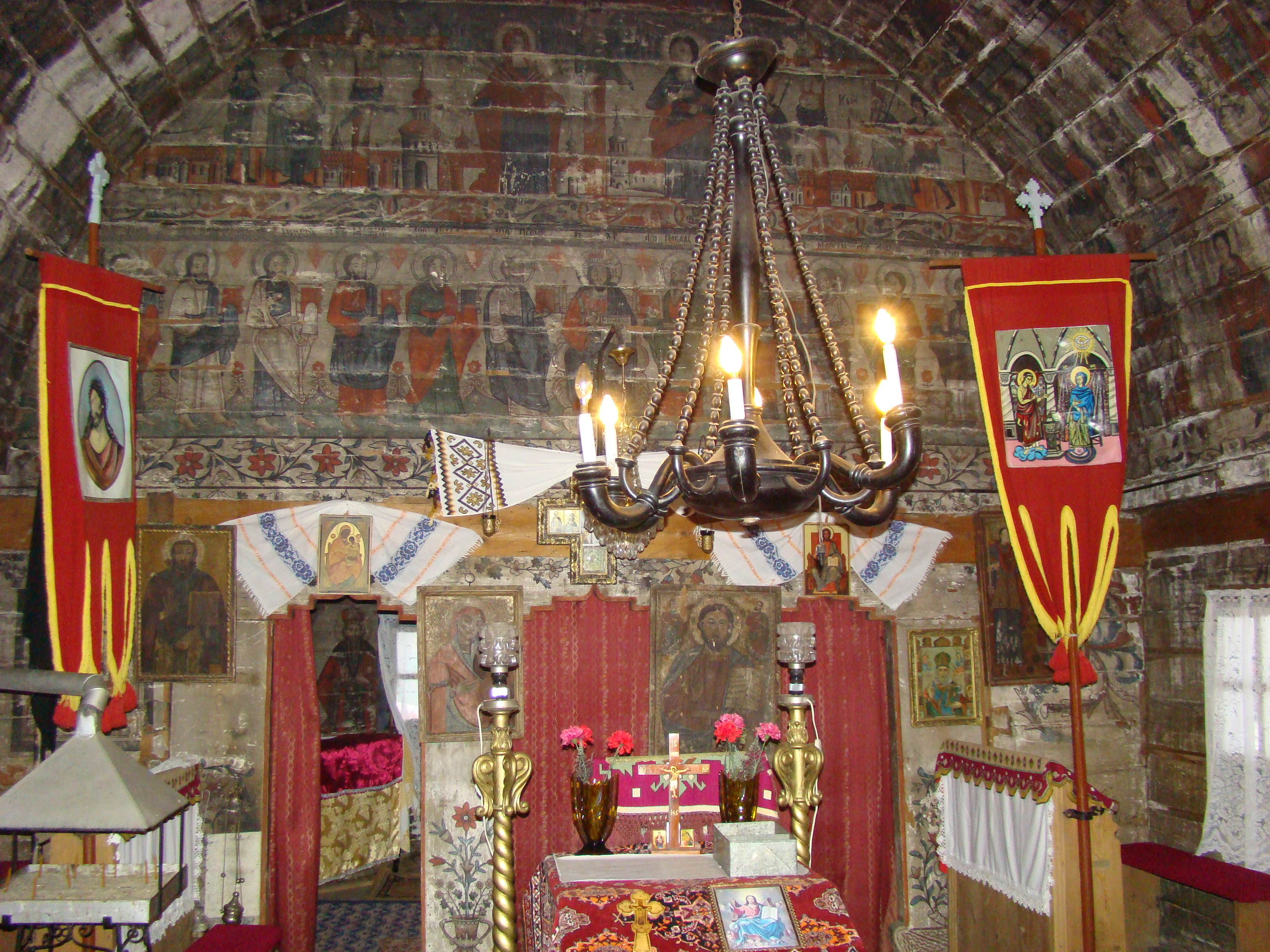
Biserica de lemn (monument istoric)
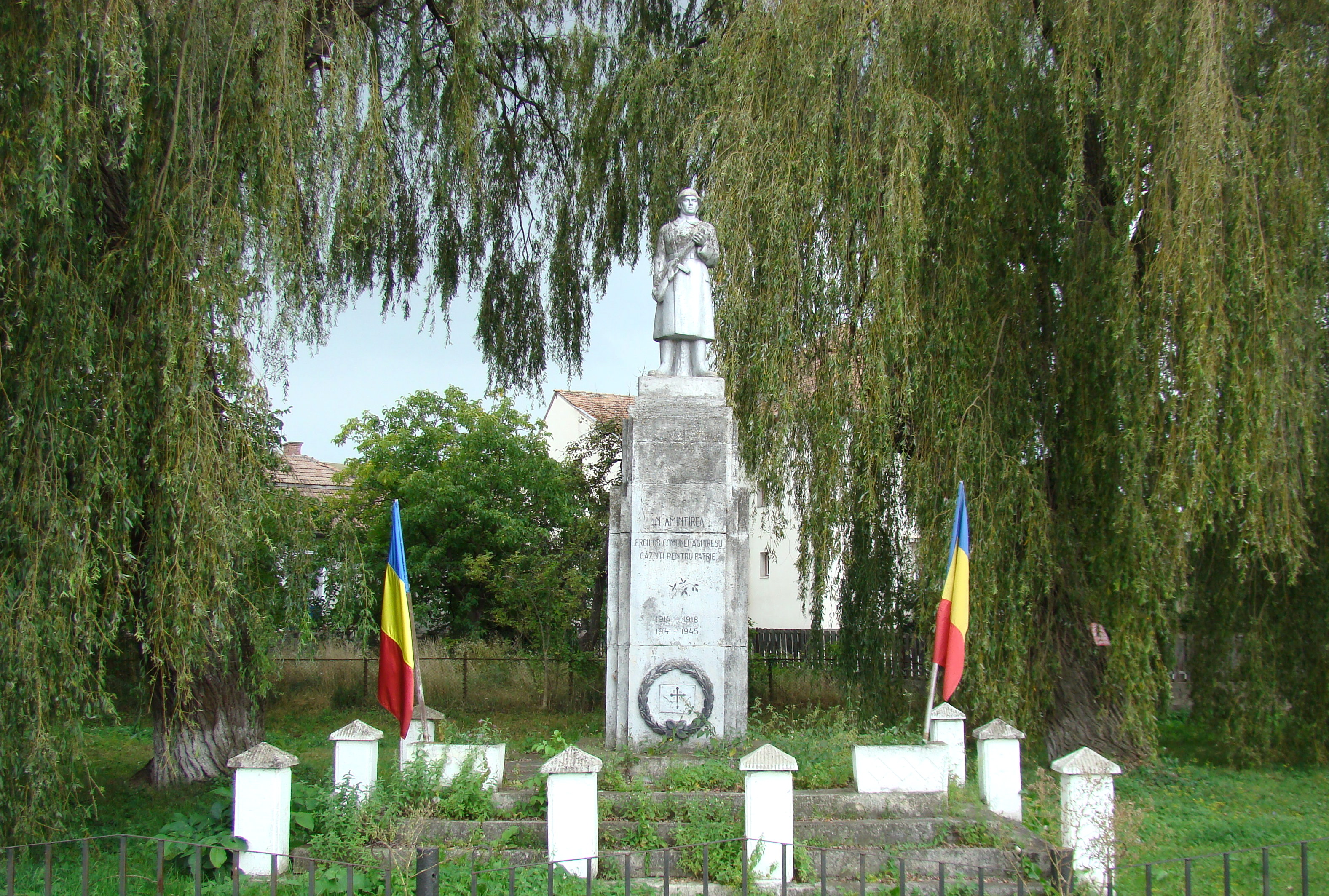
Monumentul eroilor din Aghireșu
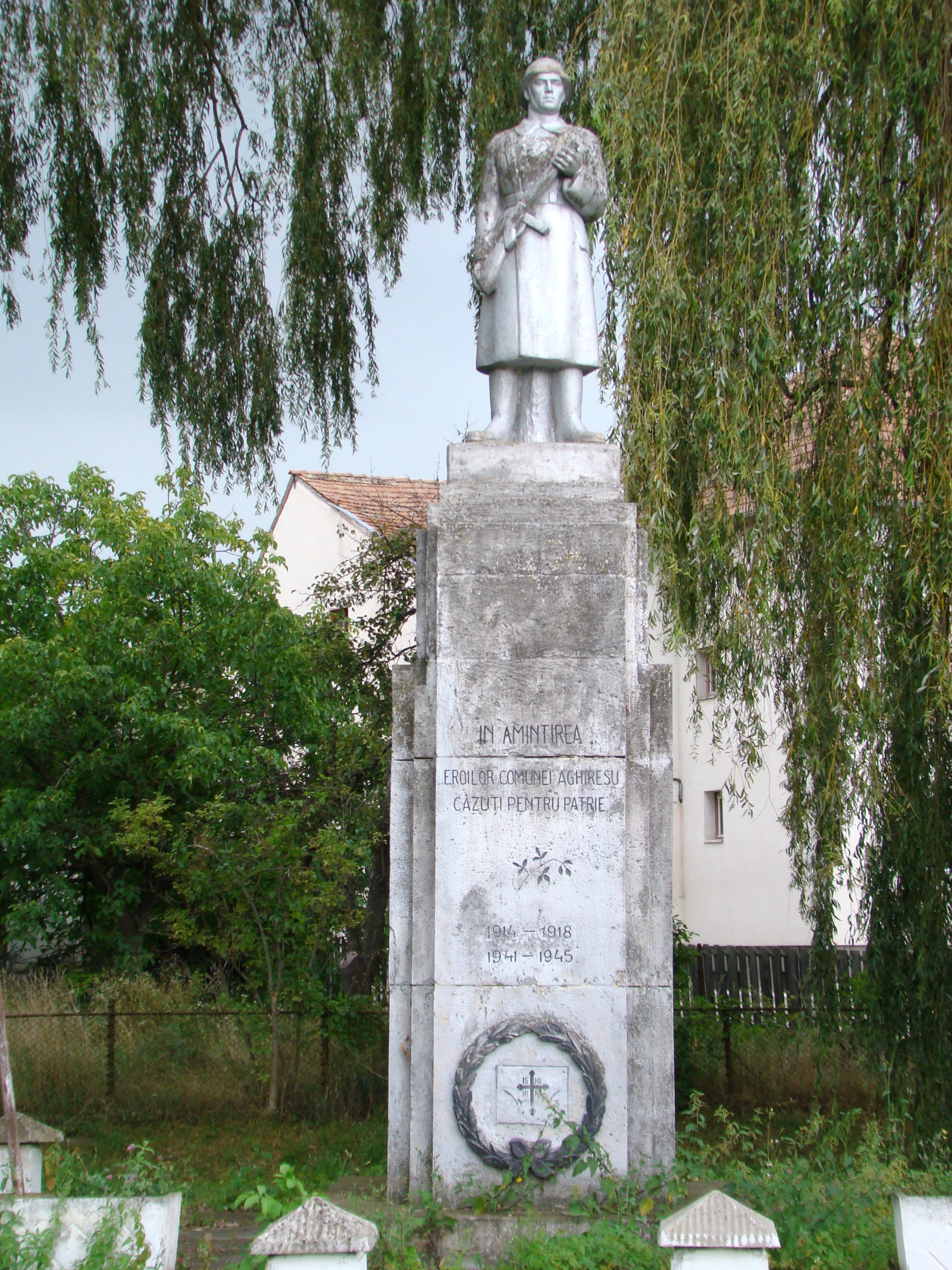
Monumentul eroilor din Aghireșu